# Équipe de Suisse de football en 1934
Cet article présente les résultats de l'équipe de Suisse de football lors de l'année 1934. En mai, elle prend part pour la première fois à une Coupe du monde.

## Bilan
|           | Nombre de matchs | Victoires | Défaites | Matchs nuls | Buts marqués | Buts encaissés |
| Domicile  | 3                | 0         | 2        | 1           | 6            | 9              |
| Extérieur | 2                | 1         | 1        | 0           | 1            | 3              |
| Neutre    | 2                | 1         | 1        | 0           | 5            | 5              |
| Total     | 7                | 2         | 4        | 1           | 12           | 17             |

## Matchs et résultats
| Match amical                             | France  | 0 - 1   | Suisse       | Parc des Princes, Paris                             |                                                     |
| 11 mars 1934 · Historique des rencontres |         | (0 - 1) | 40e Kielholz | Spectateurs : 25 000 Arbitrage : Rinaldo Barlassina | Spectateurs : 25 000 Arbitrage : Rinaldo Barlassina |
| 11 mars 1934 · Historique des rencontres | Rapport |         |              | Spectateurs : 25 000 Arbitrage : Rinaldo Barlassina | Spectateurs : 25 000 Arbitrage : Rinaldo Barlassina |

| Coupe internationale européenne 1933-1935 | Suisse                   | 2 - 3   | Autriche                    | Les Charmilles, Genève                        |                                               |
| 25 mars 1934 · Historique des rencontres  | Bossi 58e · Kielholz 68e | (0 - 1) | 16e 76e Bican · 46e Kaburek | Spectateurs : 30 000 Arbitrage : Stanley Rous | Spectateurs : 30 000 Arbitrage : Stanley Rous |
| 25 mars 1934 · Historique des rencontres  | Rapport                  |         |                             | Spectateurs : 30 000 Arbitrage : Stanley Rous | Spectateurs : 30 000 Arbitrage : Stanley Rous |

| Coupe du monde 1934 - 1/8 de finale             | Suisse                         | 3 - 2   | Pays-Bas             | Stade San Siro, Milan                        |                                              |
| 27 mai 1934 · 16h30 · Historique des rencontres | Kielholz 7e 43e · Abegglen 66e | (2 - 1) | 29e Smit · 69e Vente | Spectateurs : 33 000 Arbitrage : Ivan Eklind | Spectateurs : 33 000 Arbitrage : Ivan Eklind |
| 27 mai 1934 · 16h30 · Historique des rencontres | Rapport                        |         |                      | Spectateurs : 33 000 Arbitrage : Ivan Eklind | Spectateurs : 33 000 Arbitrage : Ivan Eklind |

| Coupe du monde 1934 - 1/4 de finale             | Tchécoslovaquie                         | 3 - 2   | Suisse                   | Stade Benito Mussolini, Turin                  |                                                |
| 31 mai 1934 · 16h30 · Historique des rencontres | Svoboda 24e · Sobotka 49e · Nejedlý 82e | (1 - 1) | 18e Kielholz · 78e Jäggi | Spectateurs : 12 000 Arbitrage : Alois Beranek | Spectateurs : 12 000 Arbitrage : Alois Beranek |
| 31 mai 1934 · 16h30 · Historique des rencontres | Rapport                                 |         |                          | Spectateurs : 12 000 Arbitrage : Alois Beranek | Spectateurs : 12 000 Arbitrage : Alois Beranek |

| Coupe internationale européenne 1933-1935   | Suisse           | 2 - 2   | Tchécoslovaquie | Les Charmilles, Genève                            |                                                   |
| 14 octobre 1934 · Historique des rencontres | Kielholz 14e 40e | (2 - 1) | 45e 58e Nejedlý | Spectateurs : 18 000 Arbitrage : Walter Lewington | Spectateurs : 18 000 Arbitrage : Walter Lewington |
| 14 octobre 1934 · Historique des rencontres | Rapport          |         |                 | Spectateurs : 18 000 Arbitrage : Walter Lewington | Spectateurs : 18 000 Arbitrage : Walter Lewington |

| Match amical                                | Suisse                  | 2 - 4   | Pays-Bas                                   | Neufeld, Berne                                   |                                                  |
| 4 novembre 1934 · Historique des rencontres | Spagnoli 6e · Jäggi 63e | (1 - 4) | 7e Smit · 21e 44e Bakhuys · 38e van Gelder | Spectateurs : 21 000 Arbitrage : Lucien Leclercq | Spectateurs : 21 000 Arbitrage : Lucien Leclercq |
| 4 novembre 1934 · Historique des rencontres | Rapport                 |         |                                            | Spectateurs : 21 000 Arbitrage : Lucien Leclercq | Spectateurs : 21 000 Arbitrage : Lucien Leclercq |

| Coupe internationale européenne 1933-1935    | Autriche                                | 3 - 0   | Suisse | Praterstadion, Vienne                                  |                                                        |
| 11 novembre 1934 · Historique des rencontres | Kaburek 3e · Skourrnal 6e · Zischek 46e | (2 - 0) |        | Spectateurs : 30 000 Arbitrage : Augustin Gustav Krist | Spectateurs : 30 000 Arbitrage : Augustin Gustav Krist |
| 11 novembre 1934 · Historique des rencontres | Rapport                                 |         |        | Spectateurs : 30 000 Arbitrage : Augustin Gustav Krist | Spectateurs : 30 000 Arbitrage : Augustin Gustav Krist |